# Megachile georgica
Megachile georgica är en biart som beskrevs av Cresson 1878. Megachile georgica ingår i släktet tapetserarbin, och familjen buksamlarbin. Inga underarter finns listade i Catalogue of Life.

## Beskrivning
Arten är ett långtungat bi med svart grundfärg förutom benen, som är delvis gulaktiga. Ansikte och mellankropp har vit till gulaktig behåring. På bakkroppen har tergiterna (ovansidans segment) 2 till 4 (2 till 5 hos hanen) djupa längsfåror i framkanterna som är fyllda med blek, hos hanen rent vit behåring. I bakkanterna har samma tergiter dessutom vita hårband. På buksidan har honan kraftig behåring avsedd för polleninsamling; denna är vit utom i bakänden, där den är blek till tegelfärgad. Honan har en kroppslängd mellan 12 och 13 mm, hanen mellan 10 och 11 mm.

## Ekologi
Megachile georgica är polylektisk, den flyger till blommande växter ur många familjer: Ärtväxter som Dalea candida, Dalea pinnata, Lespedeza bicolor och Tephrosia virginiana, kransblommiga växter som Clinopodium ashei samt verbenaväxter som Verbena simplex. Aktivitetsperioden är lång, och varar mellan mars och november. Arten är ett solitärt bi som förfärdigar larvbon av småstenar som den fogar samman med planthartser och gyttja.

## Utbredning
Utbredningsområdet omfattar östra USA från New Jersey till Florida och Texas.